# Константинов Антон Сидорович
Антон Сидорович Константинов (17 серпня 1923, село Володимирівка, тепер Слободзейського району, Придністров'я, Молдова — 25 січня 2015, місто Кишинів, тепер Молдова) — молдавський радянський державний діяч, міністр культури Молдавської РСР, 1-й секретар ЦК ЛКСМ Молдавії, 1-й секретар Кишинівського міського комітету КП Молдавії. Кандидат у члени ЦК Комуністичної партії Молдавії в 1960—1963 роках. Член ЦК Комуністичної партії Молдавії в 1954—1958, 1963—1966 і 1971—1990 роках. Кандидат у члени Бюро ЦК Комуністичної партії Молдавії в 1954—1957 роках. Депутат Верховної Ради Молдавської РСР 4-го і 6—11-го скликань. Кандидат економічних наук (1966).

## Життєпис
Народився в селянській родині. У 1939 році закінчив сім класів школи в селі Костянтинівці, навчався на курсах піонервожатих. З 1939 по 1941 рік навчався в Харківському культурно-освітньому технікумі (політпросвітшколі).
З 1941 по серпень 1945 року — в Червоній армії, учасник німецько-радянської війни. Розпочав військову службу сапером на Південному фронті, пізніше став курсантом навчально-комендантської роти. Направлений до Московського військово-інженерного училища (селище Болшево Московської області). У серпні 1942 року у званні молодшого лейтенанта командував взводом мінних загороджень та особливої техніки 3-ї роти 152-го батальйону 16-ї окремої інженерної бригади спецпризначення. Брав участь у Сталінградській битві, мінував напрямки танкових ударів. 19 січня 1943 року був поранений. Після поранення служив командиром взводу 2-ї інженерної бригади, з травня 1943 року брав участь у розмінуванні Сталінграда. Завершення війни зустрів у Каунасі (Литовська РСР), у серпні 1945 року був демобілізований із радянської армії в званні підполковника.
Член ВКП(б) з 1944 року.
У 1945—1947 роках — в апараті Комітету в справах культурно-освітніх установ при Раді народних комісарів Молдавської РСР, завідувач Кишинівського міського відділу в справах культурно-освітніх установ.
У 1947—1949 роках — працівник апарату Кишинівського міського комітету КП(б) Молдавії, займався питаннями міського господарства.
У 1949—1952 роках — 1-й секретар Кишинівського міського комітету ЛКСМ Молдавії.
У 1952—1953 роках — 1-й секретар Кишинівського окружного комітету ЛКСМ Молдавії.
У 1953—1956 роках — 1-й секретар ЦК ЛКСМ Молдавії.
У 1960 році закінчив Кишинівську Вищу партійну школу при ЦК КП Молдавії.
У 1960—1961 роках — секретар Молдавської республіканської ради професійних спілок.
У 1961—1962 роках — 1-й секретар Ленінського районного комітету КП Молдавії міста Кишинева.
У 1962—1966 роках — 1-й секретар Кишинівського міського комітету КП Молдавії.
У 1966—1967 роках — вчений секретар Інституту економіки Академії наук Молдавської РСР.
У 1967—1973 роках — завідувач відділу пропаганди і агітації ЦК КП Молдавії та секретар партійного бюро апарату ЦК КП Молдавії.
13 липня 1973 — 28 липня 1987 року — міністр культури Молдавської РСР.
З липня 1987 року — на пенсії. З 1987 по 1991 рік працював директором музею Г. Котовського і С. Лазо в Кишиневі, був членом Молдавської Ради ветеранів війни та праці.
Помер 25 січня 2015 року в Кишиневі.

## Звання
- підполковник

## Нагороди
- орден Вітчизняної війни І ст. (1985)
- три ордени Трудового Червоного Прапора
- два ордени «Знак Пошани»
- медаль «За відвагу»
- медаль «За оборону Сталінграда»
- медаль «За перемогу над Німеччиною у Великій Вітчизняній війні 1941—1945 рр.» (1945)
- медалі
- Заслужений працівник культури Молдавської РСР